# 예일국제연구소
예일국제연구소(Yale Institute of International Studies)는 예일 대학교 소속의 연구소이다. 1935년에 니콜라스 J. 스파크만 소장에 의해서 창립되었고 후에 프레드릭 S. 던에 의해 운영되었다. 이 연구소는 국제관계이론의 발전에 영향력이 있었으며 특별히 국제관계실재성의 요세로 인정받고 있다. 1951년 대학행정부와 충돌로 인해 마감하고 관계자들이 프린스턴 대학에 있는 국제관계센터를 조직하였다.